# Diego Perotti
Diego Perotti (sinh ngày 26 tháng 7 năm 1988) là một cầu thủ bóng đá chuyên nghiệp người Argentina. Chủ yếu là một cầu thủ chạy cánh có thể chơi với cả hai chân thuận, anh cũng có thể chơi vị trí một tiền vệ tấn công.
Anh đã dành phần tốt hơn trong sự nghiệp của mình với Sevilla, xuất hiện trong 159 trận đấu trong suốt sáu mùa La Liga (16 bàn) và đoạt hai danh hiệu lớn.
Sinh ra ở Moreno, Buenos Aires có tổ tiên bên nội người Ý, Perotti gia nhập Sevilla FC của Tây Ban Nha vào mùa hè năm 2007, từ CLB Deportivo Morón. Lúc đầu, anh được giao cho đội B của Andalusians, vừa mới lên hạng nhóm nhì, và chứng minh cụ như bên vẫn giữ tư cách liên đoàn.

## Thống kê sự nghiệp

### Câu lạc bộ
Tính đến 24 tháng 4 năm 2018
| Câu lạc bộ          | Mùa giải            | Giải đấu                   | Giải đấu | Giải đấu | Cúp quốc gia | Cúp quốc gia | Châu lục | Châu lục | Tổng cộng | Tổng cộng |
| Câu lạc bộ          | Mùa giải            | Hạng                       | Trận     | Bàn      | Trận         | Bàn          | Trận     | Bàn      | Trận      | Bàn       |
| ------------------- | ------------------- | -------------------------- | -------- | -------- | ------------ | ------------ | -------- | -------- | --------- | --------- |
| Deportivo Morón     | 2006–07             | Primera B Metropolitana    | 34       | 5        | —            | —            | —        | —        | 34        | 5         |
| Sevilla Atlético    | 2007–08             | Segunda División           | 32       | 1        | —            | —            | —        | —        | 32        | 1         |
| Sevilla Atlético    | 2008–09             | Segunda División           | 20       | 2        | —            | —            | —        | —        | 20        | 2         |
| Sevilla Atlético    | Tổng cộng           | Tổng cộng                  | 52       | 3        | 0            | 0            | 0        | 0        | 52        | 3         |
| Sevilla             | 2008–09             | La Liga                    | 14       | 1        | —            | —            | —        | —        | 14        | 1         |
| Sevilla             | 2009–10             | La Liga                    | 28       | 4        | 7            | 0            | 6        | 1        | 41        | 5         |
| Sevilla             | 2010–11             | La Liga                    | 31       | 3        | 5            | 1            | 10       | 0        | 46        | 4         |
| Sevilla             | 2011–12             | La Liga                    | 16       | 0        | 1            | 0            | 2        | 0        | 19        | 0         |
| Sevilla             | 2012–13             | La Liga                    | 18       | 0        | 2            | 1            | —        | —        | 20        | 1         |
| Sevilla             | 2013–14             | La Liga                    | 10       | 1        | 1            | 0            | 8        | 4        | 19        | 5         |
| Sevilla             | Tổng cộng           | Tổng cộng                  | 117      | 9        | 16           | 2            | 26       | 5        | 159       | 16        |
| Boca Juniors        | 2013–14             | Argentine Primera División | 2        | 0        | —            | —            | —        | —        | 2         | 0         |
| Genoa               | 2014–15             | Serie A                    | 27       | 4        | 1            | 0            | —        | —        | 28        | 4         |
| Genoa               | 2015–16             | Serie A                    | 16       | 1        | 1            | 0            | —        | —        | 17        | 1         |
| Genoa               | Tổng cộng           | Tổng cộng                  | 43       | 5        | 2            | 0            | 0        | 0        | 45        | 5         |
| Roma                | 2015–16             | Serie A                    | 15       | 3        | —            | —            | 2        | 0        | 17        | 3         |
| Roma                | 2016–17             | Serie A                    | 32       | 8        | 4            | 0            | 9        | 2        | 45        | 10        |
| Roma                | 2017–18             | Serie A                    | 24       | 5        | 1            | 0            | 9        | 3        | 34        | 8         |
| Roma                | Tổng cộng           | Tổng cộng                  | 71       | 16       | 5            | 0            | 20       | 5        | 96        | 21        |
| Tổng cộng sự nghiệp | Tổng cộng sự nghiệp | Tổng cộng sự nghiệp        | 288      | 37       | 23           | 2            | 46       | 10       | 357       | 49        |

### Quốc tế
Tính đến 27 tháng 3 năm 2018
| Argentina | Argentina | Argentina |
| Năm       | Trận      | Bàn       |
| --------- | --------- | --------- |
| 2009      | 1         | 0         |
| 2011      | 1         | 0         |
| 2017      | 2         | 0         |
| 2018      | 2         | 0         |
| Tổng cộng | 6         | 0         |